# Белая скала
Белая скала́, Белая, или Ак-Кая́ (укр. Ак-Кая, Біла Скеля, Біла, крымскотат. Aq Qaya, Акъ Къая) — скалистая гора в Крыму, расположена близ села Белая Скала (до 1948 года Ак-Кая) Белогорского района.
Вертикальная скалистая стена белого цвета возвышается над долиной реки Биюк-Карасу. Высота над уровнем моря 325 м, перепад высот между долиной и вершиной скалы — 100 м.
Название Ак-Кая переводится с крымскотатарского языка как Белая Скала (крымскотат. aq — белый, крымскотат. qaya — скала).
Белая скала создана в результате эрозии и выветривания меловых и палеогеновых известняков и песчаников — наглядный пример куэстового рельефа. В верхней части скалы выветривание создало столбы, гроты, овальные ниши. В нижней части скалы скапливаются продукты выветривания — осыпи, навалы глыб, эрозионные ложбины. Местами эрозию сдерживают заросли шиповника и грабинника.
C 1981 года является памятником природы республиканского значения.

## География
Скала расположена в пределах Внутренней гряды Крымских гор, между Степным Крымом и Главной грядой. Территория является частью Альпийской складчатой геосинклинальной области. Массив Ак-Кая сложен Палеогеновыми и Меловыми известняками.

### Геологическое строение
Маастрихт K2m
Маастрихтский ярус сложен чередующимися плотными песчанистыми спикуловыми известняками мощностью 1—27 м и рыхлыми песчанистыми спикуловыми известняками мощностью 0,3—7 м. В отложениях верхнего Маастрихта наблюдается чередование известняков фораминиферовых, песчанистых, плотных мощностью 0,3—3 м с известняками фораминиферовыми, песчанистыми, рыхлыми мощностью 0,3—2 м.
Известняк спикуловый песчанистый плотный, встречается окремнение, содержит (%) спикулы губок 60, фораминиферы 15, кварц 10, пелит 15, единичные зерна глауконита; мощность >27 м.
Встречаются конкреции выветрелого пирита, пиритизированные губки. Слой биотурбирован на 45 %. Содержит (%) спикулы губок 45, раковины фораминифер 35, кварц 10, пелит 10, единичные зерна глауконита, остатки скелетов рыб; мощность 0,5 м.
Верхнемаастрихтские отложения
Сложены фораминиферовым известняком — песчанистым и плотным. Порода биотурбирована на 30 %, ходы крупные, имеют диаметр 1 см и длину 5—7 см. Имеется множество железистых оолитов, присутствуют единичные устрицы размером 2—3 см. Содержит 25 % раковин фораминифер, 15 % брахиопод, 10 % биокластов неясного генезиса, 20 % кварца, 3 % глауконита, 12 % пелита, 15 % микритового кальцита; мощность 0,5 м.
Выше по профилю располагаются отложения Датского яруса P1d,, которые залегают на верхнемаастрихтских. Маастрихт-датская граница почти везде представлена поверхностью подводного размыва типа твердое дно с ходами ракообразных, глауконитом и фосфоритовыми конкрециями. В зоне балок она выражена в наличии тонкого прослоя карбонатного глауконитового песка с галькой фосфоритов.
Ярус представлен алевритистым фораминиферово-криноидным
известняком, в низах с косой слоистостью, складками оползания и прослоем мощностью 10 м грубообломочной карбонатной брекчии. Мощность верхнего дания составляет около 35 м.
Подножие скалы прикрывают мощные конусы щебенчатых и мергелистых коллювиальных осыпей (продуктов разрушения скалы), изрезанных эрозионными рытвинами и бороздами, и конусов со следами плоскостного смытия почвы.

### Геоморфологическое строение
Массив, расположенный в пределах Консеквентной долины реки Биюк-Карасу, образованной экзогенными процессами и структурностью карстовой формы рельефа. Скала создана в результате эрозии и выветривания меловых и палеогеновых известняков и песчаников — наглядный пример куэстового рельефа, Падение куэсты направленно на восток и проходит под углом 7 градусов. В верхней части скалы выветривание создало столбы, гроты, овальные ниши. В нижней части скалы скапливаются продукты выветривания — осыпи, навалы глыб, эрозионные ложбины. Местами эрозию сдерживают заросли шиповника и грабинника.
Высота скалы над долиной реки Биюк-Карасу более 100 метров.
Подножие скалы прикрывают мощные конусы щебенчатых и мергелистых осыпей, изрезанных эрозионными рытвинами и бороздами. К северу от углового уступа Белой скалы на осыпях начинают встречаться огромные глыбы нуммулитовых известняков, а у самого поворота в балку Красную глыбы образуют хаотический навал, затрудняющий движение по склону.
Аналогичная картина
наблюдается и в балке Красной, которая клином врезается в западный массив скалы на расстояние около 500 м. Приустьевая часть балки в поперечном профиле имеет V-образную форму . В связи с тем, что тальвег — наиболее пониженная часть балки — прижат к правому её борту, левый борт примерно вдвое длиннее.
Для северной части куэсты характерны формы рельефа образованные временными водотоками, многочисленные балки и овраги.
Так же основным из рельефообразующих процессов является карст.
Подходя к слабопроницаемым микститам коллизионного шва, поток подземных вод, движущихся по глубоким горизонтам, вынужден был восходить по оперяющим зону с юга разрывам, пронизывая всю мел-палеогеновую толщу. В местах пересечения межпластовых водоносных горизонтов такими разрывами, поддерживалась агрессивность смешивания вод глубокого и мелких потоков. Обусловленный этим спелеогенез создал комплекс морфологически разнообразных, но функционально
взаимосвязанных карстовых полостей в толще маастрихтских отложений, на их
контакте с вышележащей толщей эоценовых отложений и внутри последней, ныне экспонированных в обрывах г. Ак-Кая .
Можно предположить
наличие гипогенных каналово-полостных структур в погруженной по падению части разреза в местах пересечения водоносных горизонтов гидрогеологически активными разрывами и субвертикальными зонами трещиноватости.
Таким образом, сложнопостроенные зоны гипогенного закарстования, поперечные по отношению к слоистой структуре, проводили восходящие сквозь формационные потоки, однако с развитием карстовой пустотности по проницаемым плоскостям напластования и отдельным слоям на этих уровнях происходило локальное латеральное перераспределение потоков между смежными сквозь формационными зонами. Это выражено в сильной закарстованности относительно маломощной в данной местности эоценовой толщи и её нижнего контакта. Латеральному перераспределению потоков в этом интервале способствовало перекрытие эоценовых известняков слабопроницаемыми майкопскими глинами, затруднявшими восходящие перетоки в сарматские известняки.

### Климат
Гора расположена в предгорной зоне Крыма. Поэтому его климат является
сухостепным и предгорным. Осадков выпадает немного больше половины того количества влаги, которое может испариться.
Исторически погодные условия сложились мягкие: климат в сухой степной, предгорный. Характерна мягкая зима и теплое, довольно продолжительное лето. Погода зимой благоприятная, об этом легко можно судить по показателям января, среднее значение температуры 0,2 градуса по Цельсию выше нуля. Средний показатель летних температур, колеблется в границе отметки 24 градуса по Цельсию выше нуля. Уровень осадков, которые выпадают за год — на уровне 450 мм, а в вегетационный период несколько меньше — 240 мм. Около двух с половиной тысяч часов в году являются солнечными. Погодные условия близки к средиземноморскому климату, что обеспечивает дополнительный максимум осадков в декабре.
Зимой погода мягкая, но довольно переменчивая. Сильные заморозки в течение нескольких дней сменяются резкой оттепелью до десяти—пятнадцати градусов выше нуля. Стабильный снежный покров в зимние месяцы отсутствует, что обуславливается средним положительным показателем температуры. Обычно зима напоминает позднюю осень, а сами рамки её наступления варьируются из года в год. Последний температурный рекорд — 30,5 градусов ниже нуля по шкале Цельсия.
Весна в регионе ранняя, процесс смены зимы плавный и не особо заметный. В середине марта термометры не показывает отрицательной температуры. Начиная с марта и почти до середины ноября, осадков меньше, чем испаряемости, и, следовательно, около 260 дней в году продолжается засушливый период.
Летняя пора начинается в середине мая, на что оказывает непосредственное влияние близость Черного моря. Лето жаркое и засушливое, его продолжительность более четырёх месяцев. Осадки немногочисленны, выпадают только при грозах, наличие града и шквала вполне приемлемо.
Осадки выпадают главным образом летом, что очень характерно для климата внешней гряды. Наибольшее количество осадков выпадает в июле. В этом месяце бывает до шести дней с градом (так же, как и в июне) и до 70 мм атмосферных осадков. Преобладающими ветрами являются ветры южных румбов, причём иногда они имеют характер фёнов.
Облачность наблюдается особенно в холодную половину года. Число часов солнечного сияния довольно велико — в среднем до 2300 в год.
Температурный рекорд был отмечен летом 2010 года: в некоторые периоды столбик термометра показывал 39,6 градусов выше нуля.
Средние температурные показатели за год находятся на отметке в 10,8 градусов выше нуля по Цельсию, а скорость ветра редко превышает 4 м/c.
Уровень влажности воздуха в районе 74 % по средним годовым показателям. Климат благоприятен для человека, регион является местом отдыха туристов.

### Почвы
Чернозёмы предгорные карбонатные на древнем предгорном делювии распространены в основном на плато куэсты. Эти почвы выделяются развитием более мощного гумусированного слоя (А+АВ до 75 см), содержащего менее 3 % гумуса. Характерная их особенность — наличие мицелярных форм карбонатов и «белоглазки», от обилия которых переходные горизонты (В2, ВЗС) приобретают беловато-пёструю окраску. В профиле встречаются включения плотных пород, преимущественно в виде щебня. Материнская порода — буровато-жёлтый, бурый или красно-бурый древний делювий с белесыми скоплениями вторичных карбонатов, она богата обломками плотных пород угловатой и окатанной формы различной величины. В некоторых местах на глубине 1—2 м обнаруживается подстилание плотными породами. В условиях сложного рельефа встречаются эродированные виды этих почв: слабосмытые — смыто до 30 % первоначальной мощности гумусовых горизонтов; среднесмытые — смыто 30—50 %; сильносмытые — смыта большая часть А+АВ.
В долине преобладают лугово-чернозёмные почвы — полугидроморфные аналоги чернозёмов. Они развиваются в условиях повышенного увлажнения за счет местных временных скоплений влаги поверхностного стока со склона в долину, а также за счёт питания со стороны грунтовых вод уровень которых повышен из за расположения в долине реки. Водный режим этих почв характеризуется чередованием периодов промачивания и возвратного капиллярного поднятия влаги с сохранением переувлажнения нижней части профиля в течение продолжительного времени. Содержание гумуса весьма сильно колеблется (3—7 %), среда близка к нейтральной.
Также на поверхности куэсты преобладающими являются дерновые карбонатные известняковые почвы. Они образуются на продуктах разрушения известняков и характеризуются малой мощностью профиля, значительной скелетностью, высокой гумусностью, большой емкостью поглощения (более 40 мг-экв. на 100 г почвы), насыщенностью основаниями, из которых господствует кальций.

## История
Ак-Кая была местом казни в средние века. Бывал на вершине Белой скалы и Богдан Хмельницкий, на его глазах со скалы сбрасывали пленников, чтобы гетман не мешкал с выкупом. В 1777 году здесь находился штаб А. В. Суворова, а в 1783 году на плато Белой скалы собранные князем Г. А. Потёмкиным представители части крымской знати принесли присягу на верность России.
В 1960-х — 70-х годах у северного подножия скалы, под навесом Красный, Крымской палеолитической экспедицией Института археологии АН УССР под руководством Ю. Г. Колосова были раскопаны 20 стоянок первобытного человека мустьерской эпохи. Найдено большое количество кремнёвых остроконечников, ножей, скребел. Возле древних очагов найдено большое количество костных остатков вымершей фауны Крыма: мамонта, пещерного медведя, гигантского и благородного оленя, сайгака, первобытного быка, дикой лошади, онагра и других.
Впервые в Крыму здесь был найден обломок черепа взрослого неандертальца, а в дальнейшем и останки неандертальского ребёнка. Район горы был очень благоприятным для жилья: много гротов и навесов, речная вода, месторождения кремня. А высокий обрыв был удобен для загонной охоты на животных.
В пещере у подножия Белой скалы в первых веках нашей эры жили сарматы. Предполагают, что она служила тогда святилищем — своего рода храмом. Обнаружены сарматские тамги — родовые знаки, которые высекались в камне для утверждения права владения данной территорией. На плато расположено множество скифских курганов. В средневековье у скалы находился главный центр рода Ширин, являвшихся одной из важнейших политических сил в Крымском ханстве. Верхняя пещера труднодоступна: вход в неё в виде круглого отверстия расположен в 52 метрах от подошвы и в 49 метрах от края обрыва. Согласно одной из легенд Алтын-Тешик был логовом змея-оборотня, который приносил сюда похищенных им в округе красавиц. Другая легенда сообщает, что пещера тянется до самой Феодосии. А если верить третьей, то здесь будто бы спрятали разбойники сундук с золотом (откуда, вполне возможно, и название пещеры Алтын Тешик- «золотая нора»). Старший рода избирался на Белой Скале. Она также была плацдармом своеобразного крымского «вече» — здесь собирались мурзы, недовольные крымским ханом.

## Киносъёмки
В силу своей необычной «внешности» скала неоднократно попадала на экраны телевизоров, здесь велись съёмки фильмов:
«Человек с бульвара Капуцинов», «Деловые люди», «Мустанг-иноходец», «Мираж», «Чиполлино», «Вооружён и очень опасен», «Короли и капуста», «Лобо», «Менялы», «Чудная долина», «Всадник без головы», «Самолёт летит в Россию», «Подземелье ведьм», «Побег на край света», «Код апокалипсиса», «День гнева», «Лев Троцкий», «Звезда и смерть Хоакина Мурьеты», «Золото Шарпа», «Враг Шарпа», сериал «Виктория».